# Kepler-8b
Kepler-8b é o quinto dos cinco primeiros exoplanetas descobertos pela sonda espacial Kepler da NASA, que visa descobrir planetas em uma região do céu entre as constelações de Cygnus e Lyra, em trânsito ou (cruzem na frente de) suas estrelas hospedeiras. O planeta é o mais quente dos cinco. Kepler-8b era o único planeta descoberto em órbita de Kepler-8, e é maior (embora mais difuso) do que Júpiter. Orbita sua estrela a cada 3.5 dias. O planeta também demonstra o efeito Rossiter–McLaughlin, onde a órbita do planeta afeta o redshifting do espectro da estrela hospedeira. Kepler-8b foi anunciado ao público em 4 de janeiro de 2010 em uma conferência em Washington, D.C., após as medições de velocidade radial realizado no Observatório W. M. Keck que confirmou a sua detecção pelo Kepler.

## Nomenclatura e história
O planeta Kepler-8b é chamado assim porque ele foi o primeiro planeta descoberto na órbita de Kepler-8. A estrela em si (e, por extensão, o seu planeta) foi nomeado após a sonda espacial Kepler, um satélite da NASA que procura por planetas terrestres entre as constelações de Cygnus e Lyra, em trânsito, ou cruzem na frente de suas estrelas hospedeiras em relação à Terra. Esse cruzamento ligeiramente escurece a estrela em um intervalo regular, que é usado para determinar se a causa da variação do brilho é realmente devido a um trânsito planetário. O planeta foi observado pela primeira vez como um evento de trânsito potencial pela sonda Kepler, e foi originalmente designada de KOI 10.01. Observações de acompanhamento com High Resolution Echelle Spectrometer do Observatório W. M. Keck no Havaí rendeu informações adicionais sobre o planeta, incluindo a sua massa e raio. Kepler-8b foi o quinto planeta descoberto pela sonda Kepler. Os três primeiros planetas no campo de visão do Kepler já haviam sido confirmados, e foram usados para testar a precisão do Kepler.
Kepler-8b foi o último dos cinco primeiros planetas que Kepler descobriu. Sua descoberta, juntamente com os planetas Kepler-4b, Kepler-5b, Kepler-6b e Kepler-7b, foram anunciados ao público na reunião da American Astronomical Society, em Washington, D.C. Esta conferência ocorreu em 4 de janeiro de 2010. A descoberta destes primeiros cinco planetas ajudou a confirmar a funcionalidade do Kepler.

## Estrela hospedeira
Kepler-8 é uma estrela de classe F, na constelação de Lyra, que fica a cerca de 4.338 anos-luz de distância da Terra. Com uma massa de 1.213 Msol e o raio de 1.486 Rsol, respectivamente, a estrela é simultaneamente mais maciça e mais larga do que o Sol. Com uma temperatura efetiva de 6213 K, Kepler-8 também é mais quente que o Sol, embora seja cerca de três quartos de um bilhão de anos mais jovem e é um pouco menos rica em metais.

## Características

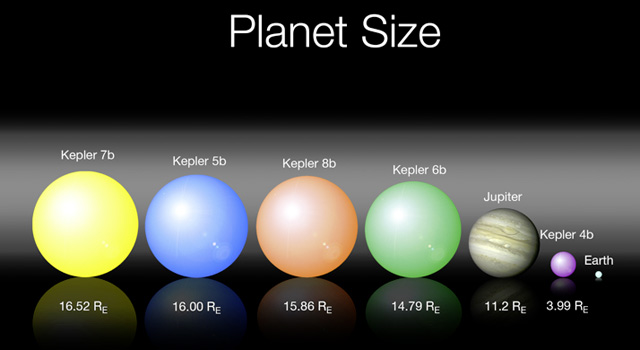
Os primeiros cinco planetas descobertos pelo Kepler, comparados pelo tamanho relativo. Kepler-8b é retratado em laranja.

Kepler-8b tem uma massa de 0.603 MJ, porém um raio de 1.419 RJ. Isto significa que, embora Kepler-8b é aproximadamente 60% da massa do planeta Júpiter, é mais difuso, uma vez que é 41.9% mais largo. Com base em seu tamanho e a distância de sua estrela, Kepler-8b é um planeta Júpiter quente, orbitando Kepler-8 a partir de uma distância de 0.0483 UA a cada 3.52254 dias. Para comparar, o planeta Mercúrio orbita o Sol a uma distância média de 0.3871 UA a cada 87.97 dias. Com uma temperatura de equilíbrio de 1764 K, Kepler-8b foi o mais quente dos cinco planetas anunciados durante a conferência da sua descoberta. Kepler-8b tem uma excentricidade de 0, o que significa que sua órbita é muito circular. O planeta tem uma densidade de 0.261 gramas/cc, cerca de 74% menos denso do que a água pura a 4 °C.
Como Kepler-8b orbita sua estrela, ele demonstra o efeito Rossiter–McLaughlin, em que o espectro da estrela hospedeira torna-se vermelha e, mais tarde, azulado, como um corpo faz o trânsito. A identificação deste efeito estabeleceu Kepler-8b que órbita num movimento prógrado (em oposição ao movimento retrógrado, em que um planeta órbita num sentido oposto ao da rotação da sua estrela).

## Outras leituras
- «Discovery and Rossiter-McLaughlin Effect of Exoplanet Kepler-8b» (PDF). Cornell University Library. Consultado em 8 de maio de 2014